# À la Guerre
À la Guerre (en russe : На войну) est un tableau du peintre russe Constantin Savitski (1844-1905), terminé en 1888. Il appartient au Musée russe de Saint-Pétersbourg (à l'inventaire sous n° Ж-4228). Ses dimensions sont de 207,5 × 303,5 cm,,. D'autres dénominations désignent ce tableau comme : Envoi des recrues à la Guerre («Отправка новобранцев на войну»), et Les Adieux pour la guerre,. L'intrigue du tableau est la scène de la séparation des soldats d'avec leurs proches pour partir à la guerre à l'époque de la Guerre russo-turque de 1877-1878.
Savitski commence à travailler à son tableau À la Guerre durant la première moitié des années 1870. Il la termine la première version de sa toile en 1880 et l'expose lors de la 8e exposition des Ambulants,. L'exposition de la toile a attiré un certain nombre de critiques, notamment à propos du trop grand nombre de personnages,. Mais il y eut des critiques positives, notamment de la part de Vladimir Stassov estimant qu'il y avait « malgré de nombreux défauts, beaucoup de vérité et de sentiments dans cette toile ». Néanmoins, sous la pression de la critique, Savitski décide de réécrire la toile et de diviser la première version en plusieurs parties.
La deuxième version du tableau a été présentée lors de la 16e exposition des Ambulants, ouverte le 28 février 1888 à Saint-Pétersbourg,. Cette fois, la toile est accueillie plus favorablement : ainsi le peintre Ilia Répine écrit que le tableau À la Guerre est devenu très bon, et le critique Vladimir Stassov note que la tableau est devenu « une page importante dans l'histoire de l'art russe ». Plus tard, le critique Mikhaïl Sokolnikov (ru) (1898-1979) considère que la tableau de Savitski À la Guerre peut être classé parmi les importants de l'école réaliste russe. Savitski était membre de l'association des Ambulants, réputée pour ses conceptions réalistes de la peinture à la fin du XIXe , début du XXe siècle.

## Histoire

### Travail sur la première variante du tableau et la 8eexposition desAmbulants
Constantin Savitski commence à travailler sur son tableau À la Guerre dans la seconde moitié des années 1870. La première conception du futur tableau apparaît alors que le peintre se trouve à l'étranger : en 1876, Savitski se trouve à Paris et montre une première esquisse au peintre Alekseï Bogolioubov, et ce dernier la montre à son tour à Alexandre III, futur empereur de Russie. Pour réaliser son tableau, Savitski utilise de nombreuses études réalisées à Daugavpils, à Moscou, près de Saint-Pétersbourg et à d'autres endroits. Dans une lettre au peintre Ivan Kramskoï, datée du 22 décembre 1878, Savitski écrit : « Je donnerais beaucoup pour pouvoir discuter avec des amis de la toile que je suis en train de peindre. J'ai une foule de questions en tête quand j'y réfléchis et je n'ai pas de réponses ».
La première version du tableau, terminée en 1880, est exposée lors de la 8e exposition des Ambulants,, ouverte à Saint-Pétersbourg le 6 mars 1880. Cette première version exposée donne lieu à des critiques. Certains, parmi les journalistes de revues, remarquent une absence de vue d'ensemble de la composition, un manque de liens entre les différents personnages, des erreurs de perspective. L'auteur de l'article du magazine littéraire Vsemirnaïa Illioustratsia considère que la toile est intéressante et pleine de talents, mais que certaines scènes présentent une foule hétéroclite de sorte que l'on a pas de vue d'ensemble de la toile qui s'étend sur deux niveaux différents. Pour le chroniqueur de Novoïé Vrémia, le tableau offre des sujets abondants qui forment une dizaine de peintures différentes, et cela vient du fait que l'artiste lui-même ne parvient pas s'y retrouver dans la masse de ceux qui partent, de ceux qui accompagnent. Néanmoins, le critique rend hommage à la maîtrise de l'artiste, observant que « les différents groupes sont remplis de visages différents, pleins de vie, de dynamisme et d'expression et qu'en s'attardant sur eux on peut y lire l'ampleur du drame qui se joue »,. L'auteur de la critique parue dans le journal Molva (1879-1881) observe que « si mentalement vous séparez le tableau en plusieurs parties de même nature, le contenu du tableau n'y perdra ou n'y gagnera rien ». L'auteur de l'article dans Le Journal de Pétersbourg note quant à lui que la toile de Savitski est « intéressante aussi bien dans son ensemble que pour tous ses détails », et on peut dire aussi qu'il « n'y pas vraiment là de tableau dans lequel toute l'intrigue est réunie, toute l'action concentrée ». Le critique du Journal de Pétersbourg reconnaît que « les scènes et les personnages sont excellents, les expressions ressortent aussi bien dans les mouvements, que sur les visages des protagonistes, le tout est véridique et est profondément ressenti par le spectateur ». Le critique d'art Vladimir Stassov considère que le fond du tableau est trop gris, mais que « malgré de nombreux défauts, il y a beaucoup de vérité et de sentiments dans cette toile ». Le peintre Ivan Kramskoï explique les défauts par le fait que, peu de temps avant l'exposition, Savitski a apporté des changements significatifs au tableau et que les modifications ont affaibli les qualités picturales de l'œuvre ».

### Travail sur la deuxième version du tableau et la 16eexposition des Ambulants
Apparemment fort impressionné par cette critique, Savitski décide de créer une nouvelle version de sa toile À la Guerre. Outre ces critiques formulées, durant la période de réalisation de la seconde version de son tableau, Savitski a pu être influencé par diverses réalisations d'autres artistes, parmi lesquelles on retiendra la toile historique Le Matin de l'exécution des streltsy de Vassili Sourikov, présentée à l'exposition des Ambulants de l'année 1881. Certains croquis de Savitski ont été réalisés durant cette période parmi lesquels plusieurs n'ont pas été inclus dans la version finale du tableau, comme Le soldat qui pleure. Au cours des huit années qui séparent la réalisation de la première et de la deuxième version du tableau, Savitski a créé d'autres œuvres qui l'ont aidé à trouver des images de héros qui apparaîtront dans la deuxième version. Selon le critique d'art Dmitri Sarabianov, on peut citer à ce propos les tableaux Personnages sombres (1882, Musée russe), Konokrad (1883) et Krioutchnik (1884).
Selon le journal de voyage du chancelier et sénateur Alexandre Polovtsov (ru), en date du 10 juin 1886, après le petit déjeuner, le peintre Alexeï Bogolioubov lui a raconté, comment, la veille, il avait présenté à l'Empereur Alexandre III sa toile ouverture du canal maritime, et en avait profité pour montrer la nouvelle version du tableau À la Guerre, (c'était peut-être une de ses esquisses). Le grand-duc Vladimir Alexandrovitch plaisanta : « Quelle audace de présenter au souverain des soldats ivres ! » Peut-être sa réaction était-elle dictée par le fait que le secrétaire de la conférence de l'Académie russe des Beaux-Arts Piotr Isseiev n'appréciait pas que des artistes soient présentés à l'empereur par d'autres personnalités que lui-même. Prenant la parole, l'impératrice Maria Fiodorovna et la grande-duchesse Élisabeth Fiodorovna tentent d'adoucir la causticité de la remarque de Vladimir Alexandrovitch. Toujours est-il que la deuxième version du tableau a été commandée par Alexandre III. L'artiste a supprimé ou atténué l'effet de certains épisodes du premier tableau qui témoignaient de l'impuissance des soldats et de l'agressivité des autorités militaires et c'est ce qui a décidé l'empereur.
En mai 1887, Savitski écrit : « Je suis, des talons au toupet, immergé dans mon tableau. Je ne pense qu'au moment où je le verrai achevé. Et je mange, je bois, je dors en pensant à lui ». Finalement, le 23 février 1888, quand il termine son tableau, il déclare : « Le tableau est achevé ! Si bien que j'ai décidé de l'exposer ; je l'ai tant regardé moi-même, mais cela ne me suffit pas. Demain, je porte mon œuvre à l'exposition ». La deuxième version finale de la peinture a été présentée lors de la 16e exposition des Ambulants, qui s'ouvre le 28 février 1888 (11 mars) à Saint-Pétersbourg,. Cette fois, le tableau de Savitski est accueilli plus favorablement par la critique et les spécialistes. Dans une lettre à l'éditeur Vladimir Tchertkov, datée du 14 avril 1888, le peintre Ilia Répine distingue particulièrement deux tableaux présentés à cette exposition : « Il y avait deux tableaux intéressants à cette exposition : celui de Nikolaï Iarochenko Partout la vie. On vous l'a peut-être déjà envoyé. L'autre c'est À la Guerre de Savitski. Ce serait une bonne idée d'acquérir ces deux toiles et de les publier ».
Même après cette seizième exposition et les critiques favorables reçues, Savitski a continué à retravailler son tableau reportant le moment de s'en séparer pour un client. En septembre 1888, il écrit au peintre Aleksandre Kisseliov : « … savez-vous que je suis mécontent et que jusqu'à présent je suis toujours resté avec ce tableau en tête ? Non seulement je ne l'ai pas cessé d'y penser, mais j'écris à son propos sans fin. J'ai eu le malheur de peindre une seconde version pour la province, je l'ai réalisée en plein air, c'était plus agréable, et j'ai enfin vu la lumière, je suis sorti de l'obscurité. Ce n'est pas facile pour moi ».

### Après la création
Le tableau À la Guerre se trouvait au palais d'Hiver, mais en 1897 il est transféré au musée russe de l'empereur Alexandre III (actuel Musée russe), où il se trouve encore,. Au début, le tableau est exposé dans une salle où se trouve aussi Les Cosaques zaporogues écrivant une lettre au sultan de Turquie d'Ilia Répine, Conquête de la Sibérie par Ermak de Vassili Sourikov et Le Christ et la Pécheresse de Vassili Polenov ; on y trouve encore des tableaux de peintres de l'art académique tel que Orgie romaine de Wilhelm Kotarbiński, Le baiser rituel de Constantin Makovski et La Pécheresse d'Henryk Siemiradzki. Aujourd'hui, la toile À la Guerre est exposée à la salle no 31 au Palais Mikhaïlovski, où l'on trouve aussi La rencontre de l'icône de Constantin Savitsky, Le temps des récoltes. Les Faucheurs de Grigori Miassoïedov et d'autres encore.
Le sort de la première version de À la Guerre terminée en 1880 est resté longtemps ignoré. En 1955, une exposition des œuvres de Constantin Savitski a été organisée à la Galerie Tretiakov au cours de laquelle la deuxième version (finale) du tableau a été présentée en provenance du Musée russe. Par la même occasion, 13 œuvres picturales de l'artiste ont été présentées ainsi que 66 œuvres graphiques liées au travail de l'artiste sur le même sujet. Dans un article consacré au tableau À la Guerre écrit après cette exposition, l'historienne d'art Sofia Goldstein étudie les 13 toiles présentes et les divise en deux groupes : celles qui sont des études inachevées d'une part et celles qui sont des compositions bien achevées. Les fragments de la première version de la toile sont conservées à la Galerie Tretiakov, au Musée russe, au musée d'art de Poltava, et dans diverses collections privées,.

## Sujet et description
Savitski dépeint un évènement de l'époque de la guerre russo-turque de 1877-1878,. Le tableau, une composition à multiples personnages, ne montre pas d'actions militaires, mais l'amertume des parents et des proches que les soldats conscrits doivent quitter pour la guerre,. Après avoir décidé de représenter sur sa toile les dernières minutes avant la séparation, le peintre se donne ainsi l'occasion de « montrer les personnages au moment où se révèlent le plus les sentiments et les pensées, qui sont habituellement cachés aux regards étrangers ». La toile présente les différents stades de l'évènement. À droite, en arrière-plan, une foule dense est représentée dont les personnages se confondent les uns avec les autres. Au centre du tableau se trouvent plusieurs groupes de personnages qui sont les plus affectés par le départ des leurs. À l'arrière, au fond du tableau, sur le perron, des soldats qui ont déjà fait leurs adieux à leurs proches, tentent une dernière fois de croiser le regard de ceux qui les ont accompagnés.
- Études pour À la Guerre
- groupe de gauche du tableau.
- groupe du centre dont le soldat est éloigné de sa femme.
- groupe de paysans près de la télègue dans la foule.

Le centre de la composition est un groupe de soldats qui entraînent de force un conscrit pour le séparer de sa femme. Le conscrit a l'air déconcerté, ne semble pas tout à fait conscient de ce qui lui arrive et tente de résister à ceux qui l'emmènent pour retourner avec sa famille. Selon la critique d'art Elena Levenfich, l'image de ce jeune homme plein d'énergie exprime sa rébellion contre les forces qui le condamnent à mort, lui et des milliers de ses semblables. Sa femme est retenue et calmée par ses proches et veut se précipiter vers son mari qui s'éloigne, et elle est terrifiée par la séparation, « ses cris déchirants semblent remplir la toile ». Dans cette image du jeune soldat et de sa femme sont représentés les sentiments les plus sincères, qui sont ressentis sous une forme plus réservée, plus retenue chez les autres participants au drame. En même temps, les autres familles sont plongées dans leur propre chagrin, si bien que la scène du conscrit et de sa femme n'attire pas spécialement l'attention de tous.
La partie gauche du tableau représente un autre groupe familial au sein duquel un grand soldat barbu fait ses adieux à ses parents et à sa femme. On ressent ici un chagrin plus réservé, plus pudique. Le soldat est moins jeune, et comme les autres conscrits, il a déjà servi dans l'armée du tsar, et est appelé maintenant comme réserviste. Il pense à la vie pénible, sans soutien de famille qui sera celle de sa jeune femme et de ses vieux parents. Sans perdre sa dignité, il retient l'expression de ses sentiments. Son visage exprime une grande noblesse en même temps que la gravité des pensées qui remplissent sa vie intérieure. Il serre la main de sa femme, tandis que sa mère se blottit contre sa poitrine, en pensant que c'est peut-être la dernière fois qu'elle voit son fils. De l'autre côté se tient son père près duquel se trouve une adolescente à moitié tournée vers la femme qui crie. Ce groupe du soldat barbu était présent dans la première variante du tableau (fragment « Groupe des adieux », Musée russe), mais il était situé dans la partie droite du tableau et non à gauche. Par rapport à cette première version de 1880, la seconde version a été poétisée par Savitski. L'image de la jeune femme du soldat est plus mince et plus jeune, habillée avec plus d'élégance, si bien qu'elle a perdu un peu de son apparence paysanne caractéristique. Le visage du soldat a des traits plus volontaires, son père est représenté moins âgé et le visage de la mère n'est plus caché comme dans la première version du tableau. Parmi les autres différences, on peut noter que dans la version de 1880 l'adolescente portait dans ses bras un bébé que l'on ne retrouve pas dans la version finale du tableau.
Un autre personnage est représenté debout près d'un chariot dans la partie droite de la toile. Savitski le place à part de la foule des autres personnages. Sur son visage et à sa pose, on remarque qu'il a une grande confiance en lui. Ses vêtements sont ceux d'un paysan : chemise, pantalon, bandes molletières, laptis montrent qu'il n'est pas riche. Son visage est placé dans le fond du tableau, au second plan, d'où il peut observer la scène des adieux des conscrits à leurs proches, au premier plan. Le fait qu'il ne dise au revoir à personne renseigne sur l'absence de ses proches parmi les soldats qui partent à la guerre et, sans doute a-t-il simplement accompagné une connaissance en télègue. Apparemment, à son âge, il a dû voir déjà beaucoup de choses dans la vie et il comprend mieux que les autres ce qui est le plus important. Eléna Levenfich en déduit que c'est pour cela qu' « il a un regard morne, dans lequel on peut voir de la haine, de la contestation ». Les contemporains du tableau appelaient ce personnage le laboureur-athlète, le valet de ferme ou la force de la terre noire. Plus tard, son personnage a été comparé à ceux du cycle paysan d'Ivan Kramskoï comme Le Garde-forestier. Selon le critique d'art Mikhaïl Sokolnikov, la figure du paysan est au centre de la partie droite de la composition et « son allure d'hercule exhale tellement la force et la puissance qu'elle réveille chez le spectateur la conscience de la volonté inflexible du peuple ». Dans la première version du tableau de 1880, une image similaire d'un paysan était présente, mais à côté de lui se trouvait une paysanne en pleurs, couvrant son visage de ses mains et se penchant sur le bord de la télègue. À la différence de la version finale, la première version présentait le groupe avec la télègue au premier plan à la gauche de la toile.
Derrière la télègue, à gauche du paysan, se distingue encore un autre groupe où se font les adieux. Un soldat, vu de dos, fait ses adieux à son père et à côté de lui, retenant ses larmes, sa mère venue accompagner son fils en partance pour la guerre. Dans la version de 1880 du tableau, cette scène était à l'avant-plan, sur la gauche du tableau. Mais dans la version de 1888 elle est déplacée plus en arrière et perd ainsi de son expressivité.
Au second plan, dans la partie gauche du tableau partiellement refermée par les personnages du premier plan, est représenté un groupe de soldats ivres, dansant au son de l'accordéon et du violon,. Selon Dmitri Sarabianov, « peu importe à ces gens où on les emmènera, ce qu'on les obligera de faire, contre qui ils se battront ; pour quelques heures, ils noient leur chagrin dans le vin, aussi amère que soit la gueule de bois ». D'autres auteurs, au contraire, voient dans cette scène « la force de la nature russe et l'inépuisable optimisme du peuple ». La femme du peintre, Valéria Hippolytovna, se souvient comme son mari « se préoccupait de la perspective et comme il a éprouvé des difficultés pour peindre le soldat qui danse en faisant le grand écart avec ses jambes ».
À l'arrière-plan, des soldats montent les escaliers vers les wagons. Ils sont surveillés par des gendarmes dont l'aspect témoigne de la froide indifférence à la douleur populaire. Sur le perron se tient un officier devant lequel se tiennent deux soldats dont l'un fait le salut militaire. Contrairement à la première version du tableau, la seconde présente le quai de la gare en perspective et en retrait et plus parallèlement au fond de la toile. Selon certains critiques, le quai est celui de la gare de Taganrog ; selon d'autres, une des gares de Saint-Pétersbourg.

## Étude, fragments et copies d'auteur
Au Musée russe sont conservées trois études datées de 1878-1880 : Paysan à la télègue, Trois paysans et Deux vieilles femmes,.
- Études pour À la Guerre
- Paysan à sa télègue, Musée russe.
- Trois paysans, Musée russe.
- Deux vieilles femmes, Musée russe.

À la galerie Tretiakov sont conservés deux fragments de la première variante du tableau À la Guerre : Groupe de soldats avec un violoniste et un accordéoniste, Groupe d'adieu à la recrue. Au Musée russe se trouvent encore un fragment de la première version, Groupe des adieux,.
- Études pour À la Guerre
- Groupe de soldats avec un accordéoniste et un violoniste, Galerie Tretiakov (1880).
- Groupe d'adieu à la recrue, Galerie Tretiakov (1880).
- Groupe des adieux, Musée russe.
- Soldats au débarcadère, Musée de Poltova (Ukraine).
- Paysanne pleurant et paysan à la télègue.

Parmi les études préparatoires réalisées durant le travail sur la deuxième version se trouve aussi Soldat pleurant (toile, huile, 41,5 × 30, 1880). Il se trouvait dans la collection des Vissotski (Moscou), puis a été transféré au fond des musées d'État, et de là est entré dans la Galerie des beaux-arts de Smolensk (n° d'inventaire Ж-98),.
Savitski a réalisé une copie réduite de À la Guerre durant l'année 1888. Elle se trouve à la Galerie nationale d'Art de Perm,,.

## Commentaires et critiques
Le critique d'art Vladimir Stassov, dans un article sur la 16e exposition des Ambulants, publié dans Les Nouvelles et le journal de la bourse du 6 mars 1888, étudie en détail du tableau À la Guerre, et le qualifie de meilleure création de Savitski. Il écrit à ce propos qu'il a suffi au peintre de faire appel à « des types humains authentiques, à des sentiments psychologiques et nationaux véridiques », à « des adieux et des séparations déchirantes, où l'insouciance est absente, à des soldats courageux, à la délicatesse des femmes et à la beauté d'une jeune paysanne russe ». Stassov remarque encore que, malgré sa couleur gris et bleuâtre, ce tableau représente une page importante dans l'histoire de la peinture russe. Selon Stassov, « Savitski n'est pas un coloriste, mais il sait faire tant de choses, que l'on oubliera toujours l'un ou l'autre de ses défauts ».
Le peintre et critique d'art Alexandre Benois, dans son ouvrage sur l'Histoire de la peinture russe au XIXe siècle, dont la première édition date de 1902, considère le tableau À la Guerre comme un tableau tout a fait raté, mais reconnaît que par sa force d'expression c'est une œuvre parmi les meilleures créées par les Ambulants. Selon Alexandre Benois, même si, sur le plan technique les tableaux de Savitski, y compris À la Guerre sont de niveau inférieur aux tableaux d'Ilia Répine, il reste que ses toiles « sont d'un niveau tout à fait satisfaisant, bien au-dessus des autres tableaux de cette école ». Selon Benois, la supériorité de Savitski tient à son objectivité et son « attention sérieuse aux paysages, aux types et aux poses de ses personnages ».
Le critique d'art Mikhaïl Sokolnikov (ru) écrivait en 1947, que À la Guerre est un des tableaux les plus importants de l'école de peinture russe réaliste. Remarquant l'idéalité du contenu, la monumentalité du sujet et de son exécution, mais encore son caractère populaire, Sokolnikov souligne sa proximité de l'œuvre d'Ilia Répine. Il observe aussi que le sujet du tableau de Savitski, représentant les adieux des conscrits en partance pour la guerre est un épisode fréquent, typique de la vie ancienne, auquel le peintre donne « une signification globale, populaire, généralisante », en y plaçant un sens social profond. Selon Sokolnikov, dans cette « toile terrible par le drame qui s'y joue », Savitski a réussi à transmettre des traits psychologiques des masses populaires, le désarroi des paysans envoyés à la guerre, qui « ne savent pas où on les enverra, avec qui et pourquoi, et pour quels intérêts ils vont devoir se battre ». C'est dans cette mise à nu que réside le sens principal du tableau de Savitski.
Le critique Dmitri Sarabianov dans son ouvrage publié en 1955, note que dans le tableau À la Guerre le personnage principal est le peuple, au travers duquel sont révélées les contradictions des réalités de l'époque. En même temps, sur la toile de Savitski la tragédie « prend un ton optimiste », dans la mesure où dans les masses populaires représentées par le peintre « se cachent de grandes forces intérieures ». Selon Sarabianov, le tableau À la Guerre avec son image positive du peuple développe la tradition de toiles telles que Les Bateliers de la Volga de Répine ou de Travaux de réparation sur une ligne de chemin de fer de Savitski lui-même. Ce tableau souligne « le conflit dramatique de l'action représentée », et fait ressortir l'héroïsme et la tension inhérente à des tableaux tels que ceux de Vassili Sourikov : Le Matin de l'exécution des streltsy et La Boyarine Morozova.

## Comparaisons
Le peintre américain Albert Herter a réalisé un tableau monumental (dimensions 5 × 12 mètres) sur le même thème du départ des soldats, mais en France. Sa toile Le Départ des poilus, août 1914 exposée depuis 1926 dans le hall de la gare de Paris-Est, est réalisée en souvenir de son fils tué pendant la Première Guerre mondiale près de Château-Thierry en France.
Le peintre français Lucien Simon est, quant à lui, l'auteur d'un tableau liant également le départ pour la Grande Guerre et le chemin de fer à Pont-l'Abbé en Bretagne.